# Governatorato di Curlandia
Il Governatorato di Curlandia, noto anche come Provincia di Curlandia, Governatorato di Kurland  ( russo: Курля́ндская губерния, lettone : Kurzemes guberņa ; lituano : Kuršo gubernija :) fu conosciuto dal 1795 al 1796 come Vicereame di Curlandia, fu uno dei governatorati baltici dell'Impero Russo, che ora fa parte della Repubblica di Lettonia, e della repubblica di Lituania.

## Storia
Il governatorato fu creato nel 1795, unendo territorio del Ducato di Curlandia e Semigallia che fu incorporato nell'Impero russo come provincia di Curlandia con capitale a Mitau (ora Jelgava), in seguito alla terza spartizione del Commonwealth polacco-lituano.
Dopo la Prima guerra mondiale, il governatorato di Curlandia, fu diviso per creare la Repubblica di Lettonia, e la repubblica di Lituania.